# 大阪明浄女子短期大学
大阪明浄女子短期大学（おおさかめいじょうじょしたんきだいがく、英語: Osaka Meijo Women's College）は、大阪府泉南郡熊取町大久保南5-3-1に本部を置いていた日本の私立大学である。1985年に設置され、2009年に廃止された。大学の略称は明浄短大またはMJ。

## 概要

### 大学全体
- 大阪府泉南郡熊取町に所在した日本の私立短期大学で、設置主体は学校法人学校法人明浄学院[1]。
- 1985年開学[2]の当初は英語科のみ[注 1]だったが[注 2]、文芸科の増設により2学科体制となる。
- 2003年度の入学生を最後に[注釈 2]、短期大学としての使命を終える[6]。

### 教育および研究
- 大阪明浄女子短期大学に設置されていた学科として文芸科がある。これは、博物館や考古学・文化人類学など史学系科目や書道や日本文学といった国文学系の科目が中心となっていた[7]。英語科には、「英語文化・編入」、「国際ビジネス・資格」、「英会話・留学」の各コースが設けられていた[8]。

### 学風および特色
- 大阪明浄女子短期大学は学校法人明浄学院が最初に設置した高等教育機関であり、設置は1985年と至って新しい方である。
- スピーチコンテストやドイツ語劇が催された。

## 沿革
- 1984年
  - 12月22日 左記を以て文部省[注 4]より短期大学の設置が認可される[9]。
- 1985年
  - 4月1日 大阪明浄女子短期大学が以下の学科体制にて開学する。
    - 英語科 入学定員160名[10]

  - 5月1日 学生数[11]/定員[12]
    - 英語科 女169/160
- 1990年
  - 4月1日 文芸科を増設[13]。
  - 5月1日 学生数[14]/定員[15]
    - 英語科 女398/320
    - 文芸科 113/100
- 1999年
  - 5月1日 学生数[16]/定員
    - 英語科 191/320
    - 文芸科 197/200
- 2000年
  - 4月1日 英語科の入学定員を160→100に減員[17][18]。
- 2003年
  - 4月1日 この年度をもって学生募集を終了[注釈 2]。
- 2009年
  - 8月26日 左記を以て正式に廃止[6]。

## 基礎データ

### 所在地
- 大阪府泉南郡熊取町大久保南5-3-1[注釈 1]

## 教育および研究

### 組織

#### 学科
- 英語科 入学定員100名
- 文芸科 入学定員100名

#### 専攻科
- なし

#### 別科
- なし

#### 取得資格について
- 秘書士資格

#### 研究
- 『大阪明浄女子短期大学紀要』[19]

## 学生生活

### 部活動・クラブ活動・サークル活動
- 大阪明浄女子短期大学で活動していたクラブ活動[20]
  - 体育系：テニス・バドミントンほか
  - 文化系：茶道・漫画・軽音楽・マルチメディア・演劇・歴史・ブラスアンサンブルほか

## 大学関係者と組織

### 大学関係者一覧

#### 元教員
- 伊藤鉃也　本学助教授。のち大阪観光大学特命教授、大阪観光大学学長を歴任。

## 施設

### キャンパス
- キャンパスは、現在の大阪観光大学にあたる場所に設置されていた[21]。

### 寮
- 特になし。

## 対外関係

### 他大学との協定
- ランカスター大学（イギリス）

### 系列校
- 大阪観光大学
- 明浄学院高等学校

## 卒業後の進路について

### 編入学・進学実績
- 英語科：立命館大学・龍谷大学・大谷女子大学・四天王寺大学・帝塚山学院大学・常磐会学園大学・阪南大学・プール学院大学ほか[22][23]。
- 文芸科：追手門学院大学・梅花女子大学・大手前大学・吉備国際大学・徳島文理大学ほか[24][23]。